# Mistrzostwa Europy w Wioślarstwie 2008 – jedynka mężczyzn
Jedynka mężczyzn (M1x) – konkurencja rozgrywana podczas Mistrzostw Europy w Wioślarstwie 2008 w Atenach między 19 a 20 września.

## Harmonogram konkurencji
| Wydarzenie               | Runda         |
| ------------------------ | ------------- |
| Piątek, 19 września 2008 | Eliminacje    |
| Piątek, 19 września 2008 | Repasaże      |
| Sobota, 20 września 2008 | Półfinały A/B |
| Sobota, 20 września 2008 | Finał C       |
| Sobota, 20 września 2008 | Finał B       |
| Sobota, 20 września 2008 | Finał A       |

## Medaliści
| Złoto         | Srebro      | Brąz              |
| Janis Christu | Lukáš Babač | Kostiantyn Zajcew |

## Wyniki

### Eliminacje
Reguła kwalifikacji: 1-2 → PA/B, 3.. → R

#### Eliminacje 1
| Miejsce | Zawodnik             | Kraj            | Czas    | Uwagi |
| ------- | -------------------- | --------------- | ------- | ----- |
| 1       | Sam Townsend         | Wielka Brytania | 6:55,45 | PA/B  |
| 2       | Martin Janakiew      | Bułgaria        | 6:56,00 | PA/B  |
| 3       | Filippo Mannucci     | Włochy          | 6:56,29 | R     |
| 4       | Robin Van Keeken     | Holandia        | 7:11,70 | R     |
| 5       | Siergiej Fiodorowcew | Rosja           | 7:23,59 | R     |
| 6       | David Šain           | Chorwacja       | 7:51,19 | R     |

#### Eliminacje 2
| Miejsce | Zawodnik            | Kraj     | Czas    | Uwagi |
| ------- | ------------------- | -------- | ------- | ----- |
| 1       | Mindaugas Griškonis | Litwa    | 6:53,02 | PA/B  |
| 2       | Lukáš Babač         | Słowacja | 6:55,09 | PA/B  |
| 3       | Martin Gulyas       | Niemcy   | 6:58,97 | R     |
| 4       | Micheil Edżoszwili  | Gruzja   | 7:20,21 | R     |
| 5       | Özkan Özdek         | Turcja   | 7:29,17 | R     |

#### Eliminacje 3
| Miejsce | Zawodnik              | Kraj     | Czas    | Uwagi |
| ------- | --------------------- | -------- | ------- | ----- |
| 1       | Janis Christu         | Grecja   | 6:50,88 | PA/B  |
| 2       | Kostiantyn Zajcew     | Ukraina  | 6:51,72 | PA/B  |
| 3       | Andraž Krek           | Słowenia | 6:51,90 | R     |
| 4       | Valentinos Sofokleous | Cypr     | 7:16,37 | R     |
| 5       | Dani Fridman          | Izrael   | 7:23,92 | R     |

### Repasaże
Reguła kwalifikacji: 1-3 → PA/B, 4... → FC

#### Repasaże 1
| Miejsce | Zawodnik           | Kraj      | Czas    | Uwagi |
| ------- | ------------------ | --------- | ------- | ----- |
| 1       | Andraž Krek        | Słowenia  | 7:11,77 | PA/B  |
| 2       | Filippo Mannucci   | Włochy    | 7:15,48 | PA/B  |
| 3       | David Šain         | Chorwacja | 7:22,93 | PA/B  |
| 4       | Dani Fridman       | Izrael    | 7:26,45 | FC    |
| 5       | Micheil Edżoszwili | Gruzja    | 7:48,83 | FC    |

#### Repasaże 2
| Miejsce | Zawodnik              | Kraj     | Czas    | Uwagi |
| ------- | --------------------- | -------- | ------- | ----- |
| 1       | Robin Van Keeken      | Holandia | 7:09,95 | PA/B  |
| 2       | Martin Gulyas         | Niemcy   | 7:10,69 | PA/B  |
| 3       | Siergiej Fiodorowcew  | Rosja    | 7:14,03 | PA/B  |
| 4       | Valentinos Sofokleous | Cypr     | 7:15,82 | FC    |
| 5       | Özkan Özdek           | Turcja   | 7:41,58 | FC    |

### Półfinały A/B
Reguła kwalifikacji: 1-3 → FA, 4... → FB

#### Półfinały A/B 1
| Miejsce | Zawodnik             | Kraj            | Czas    | Uwagi |
| ------- | -------------------- | --------------- | ------- | ----- |
| 1       | Siergiej Fiodorowcew | Rosja           | 6:56,87 | FA    |
| 2       | Kostiantyn Zajcew    | Ukraina         | 6:57,11 | FA    |
| 3       | Robin Van Keeken     | Holandia        | 6:57,58 | FA    |
| 4       | Filippo Mannucci     | Włochy          | 6:58,05 | FB    |
| 5       | Sam Townsend         | Wielka Brytania | 7:01,79 | FB    |
| 6       | Mindaugas Griškonis  | Litwa           | 7:03,48 | FB    |

#### Półfinały A/B 2
| Miejsce | Zawodnik        | Kraj      | Czas    | Uwagi |
| ------- | --------------- | --------- | ------- | ----- |
| 1       | Janis Christu   | Grecja    | 6:57,06 | FA    |
| 2       | Lukáš Babač     | Słowacja  | 6:58,22 | FA    |
| 3       | Martin Janakiew | Bułgaria  | 6:59,08 | FA    |
| 4       | Andraž Krek     | Słowenia  | 6:59,60 | FB    |
| 5       | Martin Gulyas   | Niemcy    | 7:01,39 | FB    |
| 6       | David Šain      | Chorwacja | 7:12,70 | FB    |

### Finał C
| Miejsce | Zawodnik              | Kraj   | Czas    | Uwagi |
| ------- | --------------------- | ------ | ------- | ----- |
| 1       | Dani Fridman          | Izrael | 7:10,12 |       |
| 2       | Micheil Edżoszwili    | Gruzja | 7:10,46 |       |
| 3       | Özkan Özdek           | Turcja | 7:35,36 |       |
| 4       | Valentinos Sofokleous | Cypr   |         | DNS   |

### Finał B
| Miejsce | Zawodnik            | Kraj            | Czas    | Uwagi |
| ------- | ------------------- | --------------- | ------- | ----- |
| 1       | Sam Townsend        | Wielka Brytania | 6:59,27 |       |
| 2       | Andraž Krek         | Słowenia        | 6:59,82 |       |
| 3       | Martin Gulyas       | Niemcy          | 7:02,72 |       |
| 4       | David Šain          | Chorwacja       | 7:10,90 |       |
| 5       | Filippo Mannucci    | Włochy          | 7:16,55 |       |
| 6       | Mindaugas Griškonis | Litwa           |         | DNS   |

### Finał A
| Miejsce | Zawodnik             | Kraj     | Czas    | Uwagi |
| ------- | -------------------- | -------- | ------- | ----- |
|         | Janis Christu        | Grecja   | 6:52,96 |       |
|         | Lukáš Babač          | Słowacja | 6:55,95 |       |
|         | Kostiantyn Zajcew    | Ukraina  | 6:57,05 |       |
| 4       | Siergiej Fiodorowcew | Rosja    | 6:57,72 |       |
| 5       | Robin Van Keeken     | Holandia | 7:01,89 |       |
| 6       | Martin Janakiew      | Bułgaria | 7:03,29 |       |